# 華斯渥號驅逐艦 (DD-60)
華斯渥號驅逐艦（舷號DD-60）是一艘隸屬於美國海軍的驅逐艦，為塔克級驅逐艦的四號艦。她是美軍第一艘以華斯渥為名的軍艦，以紀念1812年戰爭時期的海軍軍官亞歷山大·華斯渥（Alexander S. Wadsworth）。
華斯渥號在1914年於巴斯鋼鐵廠開始建造，在1915年下水服役，其時第一次世界大戰已經爆發。接著華斯渥號主要留在大西洋訓練及作中立巡航。美國參戰後，華斯渥號被派往法國及愛爾蘭海域，掩護協約國船隻。期間華斯渥號曾多次與德國潛艇交戰，但未能確認戰果。戰後華斯渥號留在加勒比海巡航，在1922年退役。1936年華斯渥號除籍，按倫敦海軍條約出售拆解。